# 胡恩中学
普林斯顿胡恩中学（简称胡恩中学）是一所位于新泽西州普林斯顿的寄宿学校。学校提供六年级到十二年级的教育。据悉，胡恩中学的录取率为35%。

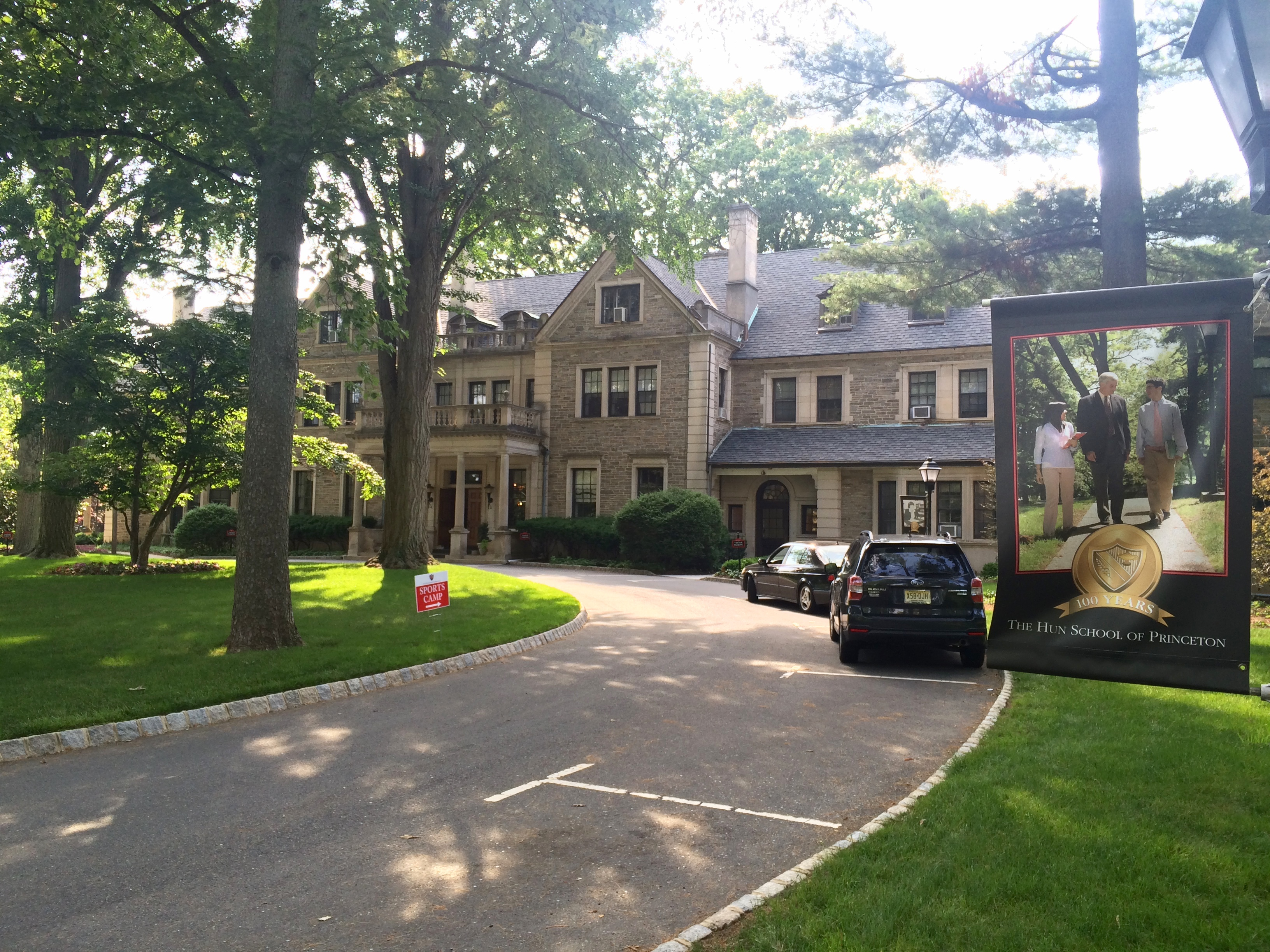
Edgerstoune，行政楼，于1903年由 William Russell 建立

该校于1914年，由普林斯顿大学教授John Gale Hun博士成立。 原名为Princeton Math School（普林斯顿数学院），后更名为Princeton Tutoring School (dux tuition)。 1925年，学校更名为The Hun School of Princeton（现名），并获得了Edgerstoune Road上的地产。

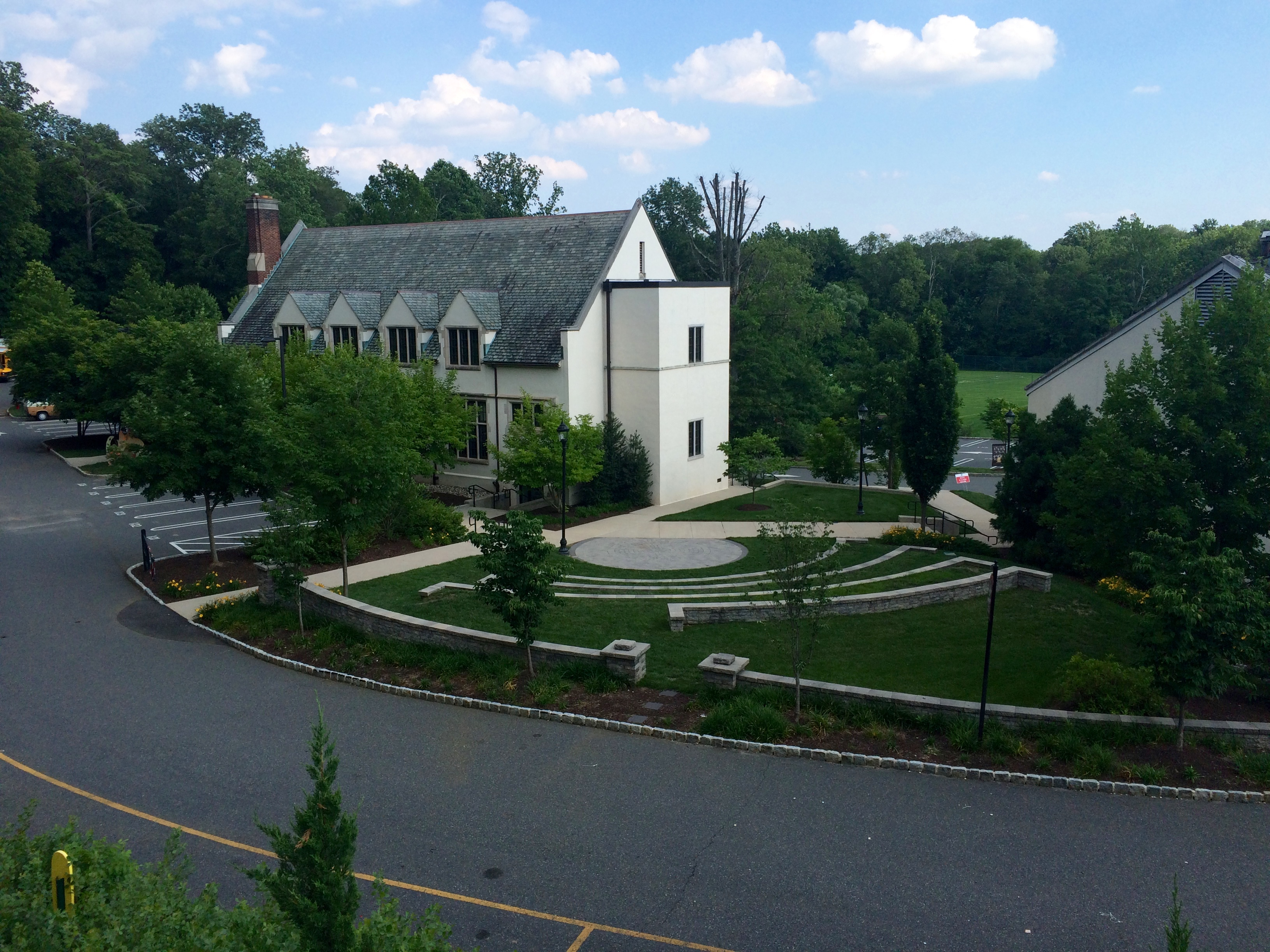
The fine arts building

## 学校出版物
- The Mall, 高年级校报
- The Edgerstounian，高年级年刊
- The Hun Review，展现胡恩中学学生写作和艺术的文学杂志
- Hun Today，胡恩校友杂志